# ドナイヤ
ドナイヤ (Donaiya) は、大阪府東大阪市に本社を置く、野球用品のグラブを製作するメーカーである。

## 概要
現在は野球のグラブのみを作成している。社員は社長の村田裕信のみで、営業と検品を担当している。製造・加工は、硬式野球用グラブは鹿児島県阿久根市の、軟式野球用グラブはベトナムの製造会社に依託している。
プロ用・アマチュア用、硬式用・軟式用を問わずすべてのグラブに最高品質の革を使用し、また社長の村田がすべての製品を自ら検品するため、大量生産ができない体制となっているという。
「ドナイヤ」と名づけたのは池山隆寛。社長の村田は社名候補を他にも「ドリームエージェント」等複数考えたが、「ドナイヤ」以外のすべての商標が取れなかったため、「ドナイヤ」を社名にした。

## アドバイザリー契約選手
選手仕様の特注品を供給する大手メーカーとは違い、アドバイザリー契約選手にも特注品ではなく市販定番品を供給している。またアドバイザリー契約選手には無償提供しているが、ほかのプロ野球選手には有償で供給している。
- 山田哲人（東京ヤクルトスワローズ）2016年～[3]
- 村上宗隆（東京ヤクルトスワローズ）2024〜[4]